# 溝口健二
溝口 健二（みぞぐち けんじ、1898年〈明治31年〉5月16日 - 1956年〈昭和31年〉8月24日）は、日本の映画監督である。
日本映画を代表する監督のひとりで、1920年代から1950年代にわたるキャリアの中で、『祇園の姉妹』（1936年）、『残菊物語』（1939年）、『西鶴一代女』（1952年）、『雨月物語』（1953年）、『山椒大夫』（1954年）など約90本の作品を監督した。ワンシーン・ワンショットや移動撮影を用いた映像表現と完全主義的な演出で、社会や男性の犠牲となる女性の姿をリアルに描いたことで知られている。小津安二郎や黒澤明とともに国際的にも高い評価を受けており、1950年代にはヴェネツィア国際映画祭で作品が3年連続で受賞し、フランスのヌーヴェルヴァーグの監督などにも影響を与えた。

## 生涯

### 生い立ち
1898年5月16日、東京市本郷区湯島新花町11番地（現在の東京都文京区湯島2丁目辺り）に、父・善太郎と母・まさの長男として生まれた。3人姉弟の2番目で、7歳上の姉に寿々、7歳下の弟に善男がいる。父方の祖父の彦太郎は、明治維新後に神田で請負業を営み、日清戦争や北清事変では軍夫を募集して戦地に送っていた。善太郎は大工（屋根葺職人という説もある）で、一儲けしようと折からの日露戦争を当て込んで軍隊用雨合羽の製造事業を始めたが、いざ売り出そうとした時に戦争が終結したため失敗した。まさは御殿医の家の娘だったが、夫に忠実に苦労続きの生活に耐え、やがて病に倒れた。善太郎の事業失敗で借財がかさみ、家も差し押さえられたため、1905年に一家は浅草玉姫町（現在の台東区清川辺り）に引っ越した。この時期の溝口家は貧窮のどん底生活を送り、口減らしのために寿々は養女に出された。
1905年に溝口は私塾の田川学校に入学し、1907年には近所に開校した石浜小学校へ転入した。同級生には後年に仕事を共にする川口松太郎がいた。1911年秋、小学6年生の溝口は岩手県盛岡市の親戚のもとへ預けられ、翌1912年に同地の小学校で卒業するまでの約半年を過ごしたが、盛岡へ預けられた理由は溝口にも分からなかったという。東京の実家に戻ると中学進学を希望したが、父の反対で叶わなかった。養子の口もいくつかあったがいずれも上手くいかず、退屈な毎日を送っているうちにリウマチを患い、約1年間の闘病生活を送った。溝口は一家を貧困に陥れ、母を苦労させた無能力な父を憎むようになり、その関係は悪化していった。この頃、寿々は養家から日本橋の芸者屋に奉公に出され、やがて半玉になると客で子爵の松平忠正に落籍され、妾宅に囲われる身となった（後に正妻となる）。一家は寿々からの仕送りによって経済的に支えられ、暮らしも少しは楽になった。
1913年、溝口は絵を描くのが好きだったことから、浅草の浴衣の図案屋に弟子入りした。同じ図案屋仲間の弟子には、松竹蒲田撮影所の監督で小津安二郎の師匠となる大久保忠素がいた。しかし、浴衣の図案に物足りなさを感じ、日本橋浜町の模様絵師に弟子入りした。この頃、一家は寿々が父の隠居所としてあてがった日本橋新場橋（現在の日本橋と兜町の境）の家へ転居した。1914年12月には貧苦の家庭で苦労し続けた母が亡くなり、それにより溝口の父に対する反発はさらに強まった。やがて溝口は本格的に画家の道を志し、1916年に黒田清輝の主宰する赤坂の葵橋洋画研究所に入り、1年間にわたり洋画の基礎を学んだ。この頃、研究所近くの劇場ローヤル館でローシーがオペラを上演しており、その背景画を研究所が引き受けていたことから、溝口もそれを手伝っているうちにオペラに嵌まり、浅草オペラに通い詰めた。また、寄席で講談や落語に親しむなど江戸趣味に凝り始め、トルストイ、ゾラ、モーパッサンなどの外国文学や尾崎紅葉、夏目漱石、泉鏡花、永井荷風らの小説を読み漁った。
洋画研究所を出てからも絵の勉強は続けていたが、それだけでは食っていけないため、花柳界育ちで顔の広い寿々の口利きで、1917年に名古屋の陶器会社の図案部に職を得た。しかし、溝口はどうにも働く気にはなれず、入社翌日に東京へ舞い戻った。翌1918年、神戸又新日報社で広告の図案係を募集していることを知り、銀座にある東京支社に志願すると簡単に採用され、月給40円で神戸の本社へ赴任した。溝口は広告取りなどの仕事をする一方で、自作の短歌を紙面に載せたり、当時盛んだった新劇に熱を上げたりしていた。この頃は気の合った仲間3人と関西学院大学前に一戸を借り、「三昧荘」と名付けて合宿していた。しかし、神戸又新日報も1年で辞めてしまい、東京に戻ると寿々の家に居候した。20歳を過ぎても定職がない溝口を寿々たちは心配したが、溝口は仕事を探そうともせず、図書館や美術館に通ったり、浅草でオペラや活動写真を見物したりして日々を過ごした。

### 映画界入り
1920年、溝口は向島で琵琶を教えていた友人の所へ遊びに行くうちに、琵琶を習いに来ていた日活向島撮影所の俳優の富岡正と親しくなり、富岡の手引きで向島撮影所に出入りするようになった。そのうち新進監督だった若山治と知り合い、若山の撮影台本の清書などを手伝っていたが、同年5月に若山に勧められるまま向島撮影所に入社した。当時、映画の仕事は社会的に低く見られていたため、父や姉は入社にあまり賛成しなかったが、溝口がどうしても入りたいと言ったため、ようやく許可が下りた。溝口ははじめ俳優を志望していたが、最古参監督の小口忠の監督助手に入れられ、俳優の手配をしたり、毎日スタッフの弁当の伝票を書いたりするなどの雑用もこなした。1922年には田中栄三監督の『京屋襟店』で助監督につき、田中にその能力を認められた。しかし、同年11月の『京屋襟店』完成試写後に13人の所属俳優と阪田重則などの監督が連袂退社するという騒動が起き、その前後には小口も日活を退社したため、スタッフが手薄になった。溝口はこうした状況の中で、田中の推挙により監督昇進を果たした。
1923年2月、溝口は若山の脚本による『愛に甦る日』で監督デビューした。同月には監督2作目の『故郷』を発表したが、検閲でズタズタにカットされたため、やむなく琵琶劇をつなぎに入れて公開した。溝口は5月公開の『敗残の唄は悲し』で初めて注目され、7月公開の『霧の港』で新進監督としての評価を得た。同年9月1日には関東大震災が発生し、それにより溝口の自宅は焼失し、父や甥とともに向島撮影所に避難した。撮影所は軽い被害を受けただけですみ、溝口は早速会社の命令でカメラマンの気賀靖吾とともに震災後の市内の実況フィルムを撮影し、次に震災を題材にした劇映画『廃墟の中』を監督した。しかし、向島撮影所は閉鎖と決まり、11月に溝口を含む所属者たちは京都の大将軍撮影所に移った。大将軍時代は1ヶ月に1本のペースで幅広いジャンルの作品を撮影したが、そのほとんどが不評で、スランプの時期と言われた。
この頃の溝口は、毎夜のごとく祇園や先斗町、木屋町通などで飲み歩いていたが、1925年2月頃に木屋町のやとなだった一条百合子と親しくなり、やがて同棲生活を始めた。しかし、百合子とは痴話喧嘩が絶えず、同年5月末に『赫い夕陽に照らされて』のロケ撮影から帰宅後、百合子に背中を剃刀で斬りつけられた。傷は大したことがなくて命に別状はなかったが、この刀傷沙汰はスキャンダルとして新聞の三面記事に書き立てられたため、『赫い夕陽に照らされて』の監督を降ろされ、さらに会社から3ヶ月の謹慎処分を受けた。溝口は起訴を免れて東京へ行った百合子を追い、ヨリを戻したが、結局別れて京都に戻り、9月に日活に復社した。翌1926年公開の『紙人形春の囁き』と『狂恋の女師匠』はスランプを脱した作品として高く評価され、前者はこの年に始まったキネマ旬報の日本映画ベスト・テンで7位に選ばれた。
1926年末、溝口は俳優の中野英治に連れられて行った大阪のダンスホールで、ダンサーの嵯峨千恵子（本名は田島かね、通称千恵子）と知り合い、次第に親密な関係になった。しかし、千恵子にはオペラ歌手の夫がおり、彼を世話していたヤクザの親分から呼び出しがかかった。青ざめた溝口は、撮影所庶務課員で笹井末三郎とも親しかった永田雅一の力を借りて千恵子の身辺を清算し、翌1927年8月に永田の媒酌で結婚した。この年から1928年にかけて溝口の作品数は減り、体調を崩すこともしばしばあった。1928年5月には撮影所が大将軍から太秦に移転し、溝口はその新撮影所の脚本部長に就任し、しばらく監督業から離れた。9月には昭和天皇の御大典記念映画を監督する話が出たが、撮影所の都合で延期となり、次に溝口初の時代劇を大河内傅次郎主演で撮る話も出たが、これも実現しなかった。1929年1月公開の泉鏡花原作『日本橋』でようやく監督に戻り、同年は主題歌と共にヒットした『東京行進曲』や、当時隆盛した左翼思想を反映した内容の『都会交響楽』で成功を収めた。

### トーキー時代

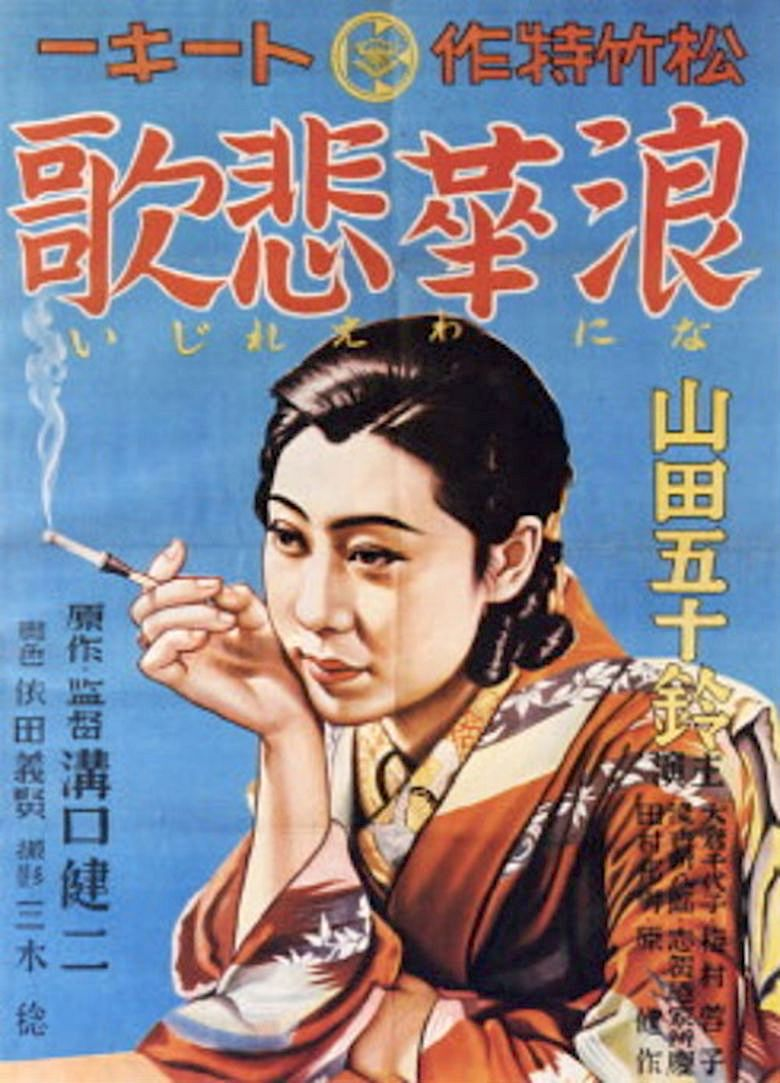
戦前期の溝口の代表作のひとつである『浪華悲歌』（1936年）のポスター。

1929年5月以降、日本ではアメリカのトーキーが公開され、早速国内でもトーキーが作られ始めた。1930年に溝口もミナ・トーキー方式を使用して、部分的に歌やセリフを付けたパート・トーキー作品『藤原義江のふるさと』を撮影したが、雑音が多くて技術的には失敗した。1932年には自身初のオール・トーキー作品『時の氏神』を撮影したが、撮影終了直後の4月4日に日活を退社し、白井信太郎の誘いで新興キネマに移籍した。同社で最初の仕事は、入江たか子の独立プロである入江プロダクションの第一回作品『満蒙建国の黎明』（1932年）で、2か月間に渡り満州各地でロケ撮影をしたが、編集作業が手に負えぬほど無茶苦茶に撮ってしまい、途中で編集を放棄して雲隠れしたという。その次に再び入江プロで鏡花原作の『瀧の白糸』（1933年）を撮影した。この作品はキネマ旬報ベスト・テンで2位に選ばれ、サイレント映画時代の溝口のピークとなった。
1934年3月、溝口は新興キネマと契約が切れたことで退社し、日活の製作部長だった永田雅一の要請で日活多摩川撮影所に入社した。同社では山田五十鈴主演の『愛憎峠』を撮ったのみで、8月22日に永田が日活を退社すると溝口も行動を共にし、9月に永田らと第一映画社の創立に参加した。同社では鏡花原作の『折鶴お千』（1935年）をはじめ、『マリアのお雪』『虞美人草』（1935年）などを撮影したが、いずれも低調な評価で再びスランプに突入した。1936年公開の『浪華悲歌』と『祇園の姉妹』では批評家から高い評価を受け、キネマ旬報ベスト・テンでは前者が3位、後者が1位に選ばれ、スランプを脱することができた。岸松雄はこの2作を「日本映画史上に輝かしい金字塔を打ち立てた」作品と評し、佐藤忠男は「それまでもベテランとして尊敬されていた溝口を、さらに巨匠という最高級の呼び名で呼ばれる存在にした」作品と述べている。
1936年3月、数十人の日本映画の代表的監督が、互いの親睦を図るとともに、日本映画の向上に尽くす目的で日本映画監督協会を結成した。溝口もその創立メンバーに名を連ね、これを機に小津安二郎、清水宏、山中貞雄などと親交を結ぶようになった。同年9月、第一映画社が経営難で解散し、溝口は翌月に上京して新興キネマ大泉撮影所に入社し、山路ふみ子主演の『愛怨峡』（1937年）、『露営の歌』『あゝ故郷』（1938年）を撮影した。
その間の1937年6月には、日本映画監督協会初代会長の村田実が死去。島津保次郎、小杉勇らと臨終に立ち会い棺を担いだ。葬儀後、溝口は村田の後任として2代目会長に就任した。1939年には白井信太郎に招かれて松竹京都撮影所で1本撮ることになり、村松梢風原作の『残菊物語』を監督した。この作品はキネマ旬報ベスト・テンで2位に選ばれた。同年秋には清水宏、内田吐夢、熊谷久虎らとともにキネマ旬報創刊20周年記念の満州視察団に加わり、帰国後の12月には内閣の映画委員に任命された。

### 松竹時代
1939年末に溝口は新興キネマを退社し、翌1940年に松竹と契約を結んだ。溝口は早速『渡邊崋山』と『五代友厚』の企画を提出したが、どちらも会社側が乗らずに中止した。同年3月、松竹は時代劇映画の質的向上のため、封切日を定めずに時間をかけて秀作を製作する特作プロダクションを設立し、溝口はその1作目で田中絹代主演の『浪花女』（1940年）と、2作目で初代中村鴈治郎の追善記念映画『芸道一代男』（1941年）を撮影した。1940年11月には内閣映画委員として、紀元二千六百年式典に参列した。この頃の溝口は急激に愛国心が高まり、日本民族の精神を鼓舞するような真の国民映画を撮りたいという熱意から、1941年に真山青果原作、前進座のユニット出演による『元禄忠臣蔵』前後篇（前篇は1941年、後篇は1942年公開）を撮影した。この作品は戦時体制下の映画会社の統合によって特作プロが合流した興亜映画（同年末に松竹に吸収された）で製作され、溝口が美術や考証を徹底したことで莫大な製作費がかかったが、興行的にも批評的にも成功を収めることはできなかった。
『元禄忠臣蔵 後篇』を撮影中の1941年12月、溝口の妻の千恵子が精神に異状をきたした。千恵子は勝気で気性の激しい女性であり、溝口にぞんざいな口を利いたり、月給を全部取り上げて小遣いもろくに与えなかったりしたが、その一方で溝口の作品を客観的かつ正確に批評してくれる人物でもあった。2人は時には激しく喧嘩することもあったが、溝口は妻に弱く、精神的に頼りきっていた。そんな妻の病気を知った溝口は号泣したが、妻を精神病院に入院させるとすぐに撮影現場に戻り、何事もなかったかのように撮影を続行した。溝口は妻の病気の原因が自分にあると思い込み、その後も悩み続けた。千恵子は終生病院を出ることはなかったが、溝口はその後千恵子の弟の未亡人である田島ふじを事実上の妻に迎え、その2人の娘を養女とした。
1942年、溝口が会長を務める日本映画監督協会が戦時統合で解散し、国策団体の大日本映画協会に合流することになり、溝口は同協会の理事に就任した。この頃の溝口の映画作りは難航し、織田作之助の脚本で大阪物を作ろうとしたり、大化の改新を描く作品を検討したりしたが、いずれも実現はしなかった。1943年、軍部の要請で松竹が企画した日華親善映画『甦へる山河』の監督を務めることになり、上海へ約1ヶ月間の視察旅行をした。この視察旅行は軍の委嘱によるものだったが、溝口は軍属としての待遇が将官待遇ではなく佐官であることに不満を表明し、「上海の陸軍報道部長が大佐であるのに、溝口が将官待遇では命令が出せない」と言われて納得したという。しかし、この作品もロケの困難さや製作費がかかりすぎるなどの理由で製作延期となった。その後は戦局が大きく傾き、物資窮乏で劇映画の使用フィルムが制限される中で、『団十郎三代』『宮本武蔵』（1944年）、『名刀美女丸』（1945年）といった1時間程度の中編を撮影し、さらには情報局募集国民歌の宣伝映画『必勝歌』（1945年）を共同監督したが、いずれの作品も失敗作と見なされている。
終戦後の1946年、溝口は人手不足だった松竹大船撮影所に呼ばれて『女性の勝利』を撮影した。同年4月には松竹従業員組合の委員長に選出されたが、就任の挨拶でいきなり「この後、諸君に命令いたします」と言い、組合員たちを唖然とさせたという。結局、溝口はすぐに組合の仕事から手を引き、京都に戻って『歌麿をめぐる五人の女』（1946年）、『女優須磨子の恋』（1947年）を撮影したが、いずれも不評で戦中からのスランプが続いた。とくに松井須磨子が主人公の『女優須磨子の恋』は、衣笠貞之助監督の東宝作品『女優』（1947年）と競作になるも、評価が集中したのは『女優』の方であり、作品的に敗北を喫した。1948年公開の『夜の女たち』はキネマ旬報ベスト・テンで3位に選ばれるなど高評価を受け、溝口の復活を印象付けたが、翌1949年公開の『わが恋は燃えぬ』は再び失敗作となり、もとの低調さに後戻りした。
1949年5月、日本映画監督協会が任意団体として再建され、溝口は再びその会長に就任した（翌1950年に協会は事業協同組合に改組され、それに伴い溝口の肩書きは会長から理事長に変更した）。この頃の溝口は、六代目尾上菊五郎主演で松竹が企画した『名工柿右衛門』の監督に決まっていたが、同年7月の菊五郎の死去により中止となった。さらに原節子主演で予定した『美貌と白痴』も中止となり、その次に戦時中から映画化を望んでいた井原西鶴原作の『西鶴一代女』に着手しようとしたが、これもまた松竹と意見が合わなかったため中止となり、これが原因で翌1950年に松竹を退社した。

### 晩年

『近松物語』（1954年）のポスター。

松竹を退社してフリーとなった溝口は、新東宝と滝村和男プロダクションの提携で舟橋聖一原作の『雪夫人絵図』（1950年）、旧知の永田雅一が社長を務める大映で谷崎潤一郎原作の『お遊さま』（1951年）、東宝で大岡昇平原作の『武蔵野夫人』（1951年）を撮影したが、この3本も失敗作となり、長いスランプから脱出できずにいた。それでも『雪夫人絵図』の時の監督料は200万円で、当時の日本映画界で最も高給取りの監督となった。1951年7月の『武蔵野夫人』公開直後には、クレジットタイトルに「監督」ではなく「演出」と表記されていたことから、日本映画監督協会を通じてクレジットの表記を「監督」に統一することを各社に徹底させ、映画監督の権限や表現の自由を守ることを訴えた。
1951年9月、黒澤明監督の『羅生門』（1950年）が第12回ヴェネツィア国際映画祭で金獅子賞を受賞した。これに強い刺激を受けた溝口は、念願の企画だった『西鶴一代女』を新東宝と児井英生プロダクションの提携で撮影した。この作品は興行的に失敗したが、同年の第13回ヴェネツィア国際映画祭に出品され、国際賞を受賞した。この受賞は溝口に大きな自信を与え、ようやく戦後の長いスランプから脱出することができた。その後、溝口は東宝との契約を1本残していたことから、石坂洋次郎の短編小説『憎いもの』の映画化に着手したが、シナリオをめぐり東宝と意見が対立したため実現には至らなかった。結局、東宝との契約が未消化のまま、同年秋には大映と専属契約を結んだ。
1953年、溝口は大映専属の1作目として、上田秋成原作の『雨月物語』を撮影した。この作品も第14回ヴェネツィア国際映画祭に出品され、溝口は『祇園囃子』撮影後の8月、脚本の依田義賢や主演の田中絹代らとともに映画祭に出席するためイタリアへ渡った。日蓮宗の信者である溝口は、滞在先のホテルの部屋に日蓮像の軸をかけて受賞を祈願したという。『雨月物語』は第2席賞である銀獅子賞を受賞する。この年は金獅子賞の授与がなかったため、実質的な最高賞となった。翌1954年には森鴎外原作の『山椒大夫』が第15回ヴェネツィア国際映画祭で銀獅子賞を受賞し、これで3年連続の映画祭受賞となった。この年は『噂の女』と近松門左衛門原作の『近松物語』も撮影しており、後者ではブルーリボン賞の監督賞を受賞した。
この頃、日本映画界ではカラー映画が普及し始めていたが、溝口も1954年6月に永田やカメラマンの宮川一夫らとともにカラー映画研究のため渡米した。翌1955年には自身初のカラー映画として、大映と香港のショウ・ブラザーズの合作映画『楊貴妃』を撮影し、その次にカラー映画2作目となる吉川英治原作の『新・平家物語』を撮影した。この2本は商業的成功を収め、『楊貴妃』は第16回ヴェネツィア国際映画祭に出品されたが、4年連続の受賞とはならなかった。同年8月、大映取締役の欠員1名の補充で衣笠貞之助とともに候補に挙がったが、衣笠が辞退したため、9月の株主総会で正式に大映取締役に就任し、重役監督となった。10月には日本映画監督協会理事長を小津安二郎に交替した。そして11月には映画監督として初めて紫綬褒章を受章した。

### 死去
1956年、溝口は最後の監督作となる『赤線地帯』を撮影したが、その前後から好きな酒が美味しくないと言い出したり、歯茎から出血したりするなど、体調に異変が見られた。この作品の完成後、溝口は次回作として『大阪物語』の製作準備を始めたが、この時も夕方になると微熱が出たり、足が紫色に変色したりするなどしたため、5月に製作準備を中止して京都府立医科大学附属病院の特別病棟に入院した。溝口は骨髄性白血病と診断されたが、病名は本人には知らされず、永田などの大映首脳部のみに知らされた。溝口は毎日のように輸血をしたが、白血病は不治の病だったため、そのまま回復に向かうことはなく、8月24日午前1時55分に58歳で死去した。亡くなる前日には「もう新涼だ。早く撮影所の諸君と楽しく仕事がしたい」と絶筆を残していた。溝口作品で美術監督を務めた水谷浩は、溝口の死去当日にデスマスクを制作した。
8月30日、青山斎場で大映による社葬が営まれた。戒名は常光院殿映徳日健居士。墓は東京の池上本門寺の子院である大坊本行寺に建てられた。京都の満願寺にも分骨されて碑が建てられ、永田雅一が碑の側面に「世界的名監督」と刻ませた。溝口の訃報はちょうど開催中だった第17回ヴェネツィア国際映画祭の会場にも届き、出品されていた『赤線地帯』の上映に先立ち、追悼の言葉が捧げられた。撮影に至らなかった『大阪物語』は、1957年に吉村公三郎監督によって映画化された。同年8月には産経新聞社の主宰で、日本映画の最優秀作品の監督やスタッフに贈られる「溝口賞」が創設されたが、授与はわずか3回で終了した。

## 作風

### テーマとスタイル
溝口は生涯を通して、封建的な社会や男性の犠牲となる女性を描き続けた。映画研究者の斉藤綾子によると、溝口が描く女性には2つのタイプがあるという。1つは、男に尽くし、社会の犠牲となり、身を持ち崩したり極限まで貶められたりするが、それでも情を忘れないひたむきな女性、すなわち男の立身出世を助けるために喜んで身を捧げ、自己犠牲を遂げる女性である。その例は『残菊物語』『雨月物語』『山椒大夫』に見られるが、映画批評家の佐藤忠男は、泉鏡花原作ものの『日本橋』『滝の白糸』『折鶴お千』でも女芸人や芸者が若者の男の出世を助け、その犠牲となって身を滅ぼす姿が描かれていると指摘している。もう1つは、同じく社会や男性の犠牲になるが、そのような社会や運命に必死に抵抗する女性であり、その例は『浪華悲歌』『祇園の姉妹』『夜の女たち』『赤線地帯』に見られ、娼婦や芸者などの淪落の女性を描く場合が多い。佐藤によると、その一方で男性の描き方は、女性を助けることにおいて無力であったり、女性に対して卑怯な態度をとったりする場合が多く、強くて頼もしい男らしい男は滅多に登場しないという。
溝口の特徴的なスタイルは、自然主義的なリアリズムである。溝口は人間とその生活する場所を徹底的に観察し、虚飾のない生身の人間を赤裸々に描くことで、人間のありのままの姿を捉えた。また、その人間は冷徹な目線で突き放すようにして描いている。溝口作品の脚本家の依田義賢によると、溝口はよく「人間の体臭が匂うように描かなくてはだめ」「かんきつ（奸譎）な人間を描いてほしい」と注文したという。溝口のリアリズムは『唐人お吉』（1930年）と『しかも彼等は行く』（1931年）で確立し、『浪華悲歌』『祇園の姉妹』で頂点に達した。『浪華悲歌』では大阪の職業婦人、『祇園の姉妹』では祇園の芸者を主人公にして、男性本位の社会に反抗し、犠牲となる女性の姿を冷徹に描き、セリフで関西弁を徹底的に使用するなどしてリアリズムを追求した。佐藤は、この2作を「日本映画のリアリズムはここでひとつの完成を見た」と評している。
リアリズムと並ぶ溝口の特徴的なスタイルは、唯美的傾向に近い情緒を持つロマンティックなスタイルである。この作風は下町情緒を描いた『紙人形春の囁き』『狂恋の女師匠』で定まりはじめ、泉鏡花原作の『日本橋』『滝の白糸』『折鶴お千』や、1930年代の『神風連』『愛憎峠』『マリアのお雪』『虞美人草』の「明治物」と呼ばれる作品など、明治風俗を様式的に表現する新派悲劇的な作品などに見られた。松竹時代の『残菊物語』『浪花女』『芸道一代男』も明治物の系譜に位置する情緒的な作品であるが、この3本は歌舞伎や文楽などの伝統芸能の世界を描いた作品であることから「芸道三部作」と呼ばれている。
溝口は新しい動向に敏感なところもあり、時流や流行の変化に便乗して新しい題材の作品も作っている。日活向島時代にはルパンを翻案した探偵ものの『813』（1923年）や、ドイツ表現主義の影響を受けた『血と霊』（1923年）を撮影した。1920年代の左翼思想の高まりを背景に、左翼的イデオロギーを打ち出した傾向映画が流行すると、溝口も『都会交響楽』『しかも彼等は行く』で傾向映画に挑戦した。1930年代になると、満州事変直後に『満蒙建国の黎明』、日中戦争開戦後に『露営の歌』を作るなど、軍国主義の時流に便乗した作品も手がけている。終戦直後にGHQの指導で民主主義啓蒙を目的としたアイデア映画が作られるようになると、溝口も『女性の勝利』『女優須磨子の恋』『わが恋は燃えぬ』でアイデア映画を手がけたが、この3本は女性の自立や解放をテーマに描いていることから「女性解放映画三部作」と俗称されている。

### 撮影手法
溝口の最も特徴的な撮影手法は、ショットを割らずにカメラを長回しすることで、現実の時間をそのまま捉えるワンシーン・ワンショットの撮影と、クローズアップを極力排してロングショット（遠景ショット）やフルショット（全身ショット）を多用したことである。溝口がこの手法を採用したのは、ショットを割ることで演技の流れが中断されるのを嫌い、またクローズアップやカットバックなどの技法を使うことで「ごまかし」が利き、完全な演技を求めることができなくなると考えたためである。溝口が初めてワンシーン・ワンショットを採用したのは『唐人お吉』であり、『残菊物語』でひとつの様式として完成した。『残菊物語』では主人公の男と女が夜の堀端を歩きながら話をするシーンで、ずっと歩きながら話をする2人の姿を、路面より低い堀の中から見上げるような角度でカメラを構え、5分以上の長回しによるワンシーン・ワンショットの移動撮影を行っている。流れるように巧みな移動撮影も、溝口の特徴的な撮影手法である。とくにクレーンを使用した移動撮影を好み、クレーンを必要としない撮影の時でもわざわざクレーンを使うことがあった。

### 製作方法

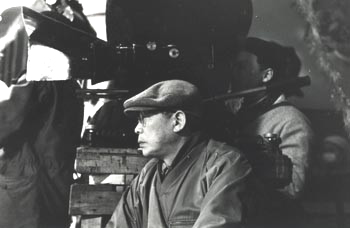
撮影現場の溝口（1950年代頃）

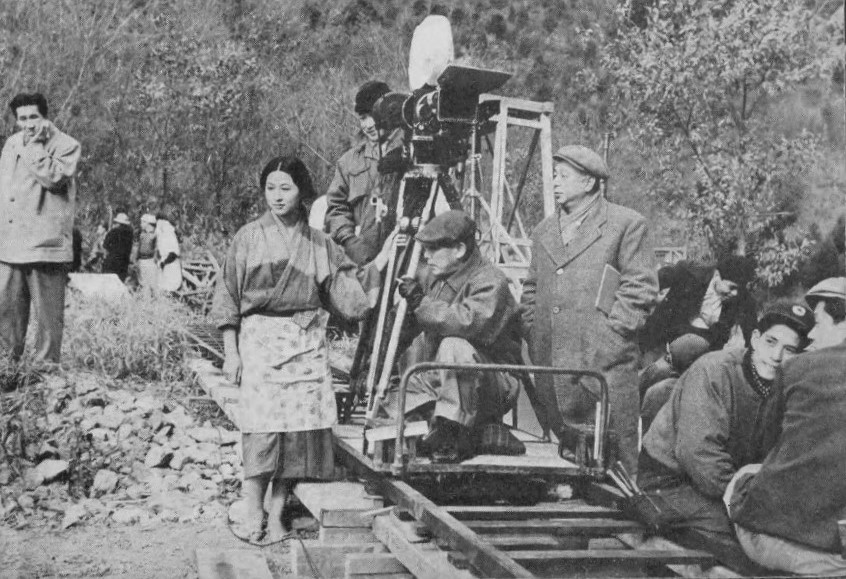
『山椒大夫』（1954年）の撮影現場。香川京子、宮川一夫、溝口、美術監督の伊藤熹朔。

溝口は完全主義者であり、つねに俳優やスタッフにベストを尽くして高度な仕事をするよう求めた。俳優の演技を絞り、スタッフに無理な注文を出し、自分が気に入るまで何度もやり直させた。しかし、自分からイメージを伝えたり細かく指示を出したりすることはなく、あらゆる問題の解決方法は俳優やスタッフに委ね、その答えが自分の求めるものになるまで待った。溝口は俳優やスタッフに考えさせ、努力や工夫をつくさせたうえで修正し、決定するという方法をとることで、その力を最大限に引き出させた。俳優やスタッフを罵倒し、怒鳴りつけることもあり、また役に立たない人物や要求に応えきれない演技をする俳優を容赦なく仕事から降ろした。そのため溝口はしばしば「サディスト」「暴君」「ゴテ健（「ゴテる」は不平不満を言うこと）」などと呼ばれた。
脚本は自分では書かず、依田義賢や成澤昌茂などの脚本家に執筆させた。溝口の脚本作りの方法は、脚本家が書いた第1稿を酷評し、そこから何度も書き直させ、自分の気に入るような脚本に仕上げるというもので、完成するまでに10稿以上も練り直すこともあった。最終稿が完成してから撮影を始めても、撮影現場に脚本家を呼び寄せてセリフを修正させた。その時は、当日に撮影するシーンのセリフを黒板に書き、打合せをしながら俳優にセリフを喋らせてみて、不自然なところや喋りくいところなどを直した。また、溝口は絵コンテを作らず、撮影現場でリハーサルをする俳優の動きを見ながら、カメラのアングルやポジション、ショットの長さなどを決めた。
リアリズムを志向した溝口は、映画美術でも本物の小道具を使ったり、スタッフにその時代の風俗や生活様式などを徹底的に調べさせたりして完璧さを求めた。溝口は『唐人お吉』で時代考証の重要性を認識し、1930年代に明治物を作った頃から考証に凝るようになり、小道具のランプひとつに細かく注文を出して1日中粘ったこともあったという。美術や衣装や建築などの考証に専門家を招くことも多く、日本画家の甲斐庄楠音を時代風俗や衣装の考証に何度も起用したほか、『狂恋の女師匠』では美術考証に小村雪岱、『残菊物語』では美術考証に木村荘八、『元禄忠臣蔵』では武家建築考証に大熊喜邦、民家建築考証に藤田元春を起用した。こうした溝口の美術に対する完璧さの追求が頂点に達したのは『元禄忠臣蔵』である。この作品では徹底した史料調査に基づくリアルな忠臣蔵を志向し、大熊喜邦が所有する江戸城の平面図を基にして松の廊下のセットを原寸大で再現した。
俳優への演技指導は、具体的にこうしろという指示は出さずに「やってみてください」と言うだけで、あとは満足のいく演技になるまで同じ芝居を何度もやり直させ、俳優に自分で演技や動きを工夫させるようにした。悩んだ俳優がどうすればいいのか訊いても「それはあなたが考えてください。あなたは役者でしょう」と突き返した。溝口は具体的に演技指導をしない代わりに、「反射していますか」と何度も俳優に問いかけた。この言葉には、俳優が相手のセリフや動きに反応して動くことができるかという意味がある。演技のやり直しは何十回もやらせることがあり、例えば『楊貴妃』では山村聰にワンカットで42回のテストを繰り返させ、『赤線地帯』では三益愛子の舞台的な歩き方が気に入らなくて80回ものテストをさせた。また、俳優たちには、役になり切るために努力することを求めた。文楽の世界を描く『浪花女』では、主演の田中絹代にたくさんの文楽の専門書を読んで勉強するよう命じ、『山椒大夫』でも女奴隷役の香川京子に中世日本の奴隷制度の歴史書や経済史の本を読むことを要求した。
溝口は俳優の演技が気に入らないとしばしば激怒し、時には悪口雑言を言い放つことがあった。『わが恋は燃えぬ』では菅井一郎が少し長いセリフを喋り切れないことに腹を立て、菅井の頭をスリッパで叩き、「精神病院へ行き給え」と言い放った。『残菊物語』では主演の北見礼子の子供をあやす演技が気に入らず、「君、子供の抱き方が違う。子供を産んだ経験がないから」と言って降板させた。『雨月物語』でも兵士たちに輪姦される女性を演じた水戸光子の演技に満足せず、「キミはいったい（輪姦された）経験がないんですか」と怒鳴りつけた。『楊貴妃』では入江たか子の演技に満足せず、「何ですかその芝居は。それは猫です、猫芝居ですよ」と罵倒した。猫芝居は当時の入江が主演した化け猫映画のことであるが、化け猫映画はゲテモノ映画として扱われていたため、往年の大スターである入江が落ち目になったという風に捉えられていた。溝口は入江に何度も演技をやらせても不機嫌な態度のままOKを出さず、入江はその気持ちを理解して自ら降板した。溝口は過去に入江のプロダクションで『滝の白糸』を作って成功させてもらった縁があったため、周りのスタッフや俳優は溝口があまりにも冷酷だと批判した。
溝口の製作方法は、俳優やスタッフに最高の緊張感を強いるものだったが、溝口も作品の雰囲気に浸りながら緊張感を作って自分自身を追い込んだ。撮影現場の緊張感が中断されないようにするため、撮影中は終日現場のスタジオを離れず、昼食時でも外へ出ることがなかった。晩年にはスタジオに尿瓶を持ち込み、スタジオの隅で用を足していたという。『雨月物語』の撮影では、移動撮影用のクレーンの監督席に腰かけていた溝口が、緊張感のあまり力強く手すりを握りしめて小刻みに震え、その振動がカメラにまで伝わってフレームが微妙にずれたため、カメラマンの宮川一夫の進言でクレーンの監督席から降ろされたという。

### 溝口組

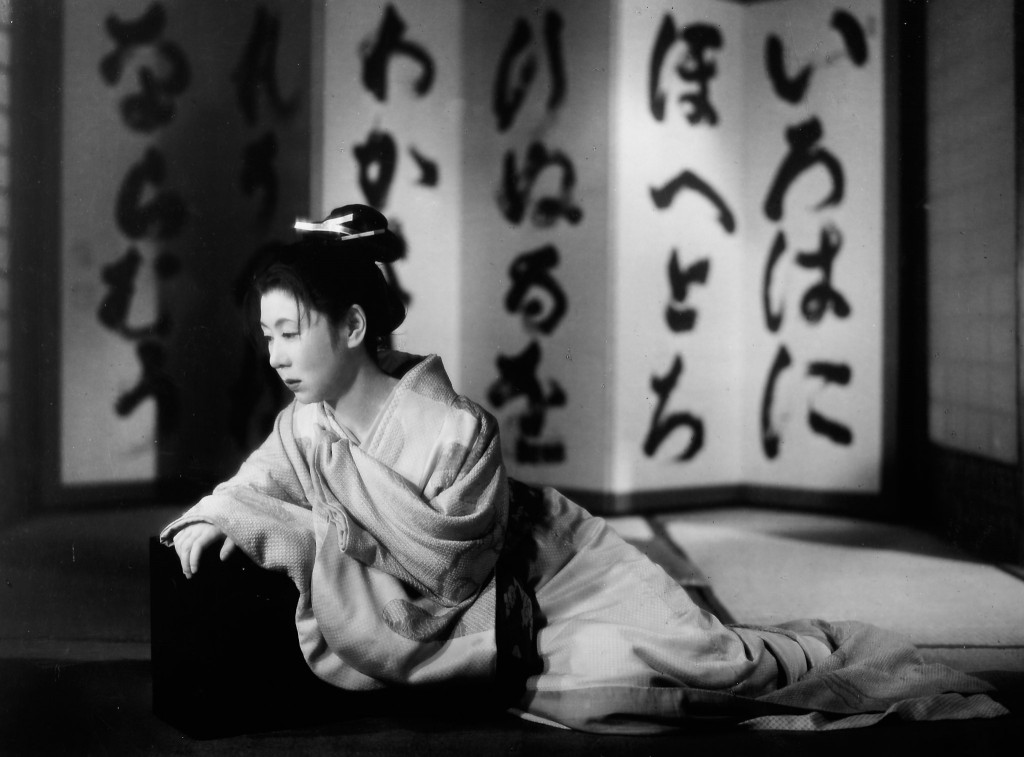
『西鶴一代女』（1952年）で主人公を演じた田中絹代。田中は後期の溝口作品に欠かせない主演女優として知られた。

溝口は気心の知れたスタッフや、同じ俳優を何度も作品に起用することが多く、彼らは「溝口組」と呼ばれた。溝口組の代表的な人物と参加本数は以下の通りである（スタッフは3本以上、キャストは5本以上の参加者のみ記述）。
- 脚本：依田義賢（23本）、畑本秋一（20本）、川口松太郎（9本）、成沢昌茂（3本）
- 撮影：横田達之（27本）、三木滋人（16本）、宮川一夫（8本）、青島順一郎（7本）、杉山公平（6本）
- 美術：亀原嘉明（25本）、水谷浩（21本）
- その他スタッフ：坂根田鶴子（助監督・編集・記録、19本）、早坂文雄（音楽、8本）、甲斐庄楠音（考証、8本）、大谷巌（録音、7本）、岡本健一（照明、7本）
- 俳優：梅村蓉子、浦辺粂子（16本）、田中絹代、菅井一郎（15本）、進藤英太郎（12本）、中野英治、酒井米子（10本）、田中春男（9本）、夏川静江、清水将夫（8本）、入江たか子、山田五十鈴（7本）、沢村春子、河津清三郎、毛利菊枝（6本）、岡田嘉子、岡田時彦、山路ふみ子、柳永二郎、小沢栄太郎（5本）

その中で溝口が最も信頼を置いた人物は、脚本家の依田義賢と美術監督の水谷浩である。溝口は2人を「僕の肉体の一部みないな」存在と呼び、「僕がああだとか、こうだとか、口に出して説明しなくても、僕の考えている通りにやってくれる」と述べている。とくに依田は『浪華悲歌』で初めて組んで以来、約20年にわたり溝口作品で脚本を書き、溝口の女房役のような存在となった。小学校時代の同級生である川口松太郎も溝口組の脚本家で、芝居作りのツボを心得ていることから溝口の良き助言者にもなり、溝口は壁にぶつかると川口に相談した。後期の作品では、撮影の宮川一夫、音楽の早坂文雄、照明の岡本健一、録音の大谷巌が信頼の置けるスタッフとなった。俳優では、『浪花女』で初めて起用した田中絹代が、それ以後の溝口作品に欠くことのできない演技者となった。溝口は田中に恋心を抱くほど気に入り、戦後には結婚の噂話が流れたこともあった。
溝口の弟子となった主な人物に、坂根田鶴子と新藤兼人がいる。坂根は『しかも彼等は行く』以来溝口に師事し、監督助手やスクリプターや編集についた。溝口作品で装飾を担当した荒川大によると、溝口は「坂根は俺の弟子であるだけでなく、脚本も直せる」存在だと言っていたという。坂根は1936年に『初姿』を監督して日本初の女性映画監督になったが、溝口はこの作品で監督補導にあたっている。新藤は『愛怨峡』『元禄忠臣蔵』で美術助手を務めて以来溝口に傾倒し、溝口にシナリオ執筆を師事した。この時の苦労は新藤の初監督作『愛妻物語』（1951年）で描かれ、溝口をモデルにした大監督（滝沢修演）も登場する。新藤は脚本家として一本立ちしたあと、溝口の『女性の勝利』『わが恋は燃えぬ』で脚本を提供し、監督になってからも「溝口が絶対に着想できない本を書こう」と意識しながら映画を作った。さらに新藤は1975年に溝口の関係者にインタビューした記録映画『ある映画監督の生涯 溝口健二の記録』を製作した。

## 人物

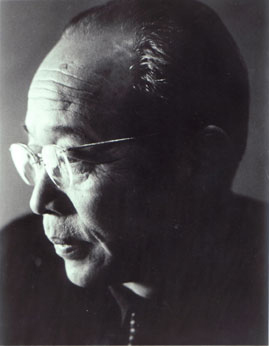
1950年代頃の溝口。

溝口は、撮影現場では俳優やスタッフを罵倒したりするような厳しい人物として知られたが、私生活では気が弱く、照れ屋でシャイな人物であり、仕事場と私生活とではまるで別人のようになったという。そんな溝口には大学教授や警察などの権威的な存在に対して弱い一面もあり、そのために作品の考証に学者や専門家などの権威者をよく起用した。溝口は本物の小道具を要求するなど美術考証に凝ったが、スタッフが有名な研究所や大学が認めた小道具だと言い張れば、たとえそれが偽物だったとしても信じ込んだという。『西鶴一代女』の製作者の児井英生によると、溝口組の美術監督の水谷浩はそのへんをよく心得ており、本物の小道具が用意できなかったとしても、平気で偽物を用意し、立派な桐箱に入れたり、お墨付きを付けたりさえすれば、溝口はそれだけで満足したという。
子供の頃から怒ったりすると右肩が釣り上がるという癖があり、歩く時も右肩をいからした。撮影現場でも俳優の演技がテストを重ねても上手くいかなかったりして機嫌が悪くなると、だんだん右肩が釣り上がったという。ほかの体の特徴としては、背中に一寸ほどの長さの一筋の刀の傷跡があった。これは1925年に愛人に斬りつけられた事件の時にできた傷である。『西鶴一代女』などで助監督を務めた内川清一郎によると、溝口と一緒に風呂に入った時に、その背中の刀傷を目撃して驚いたが、それに対して溝口は「君、こんなことで驚いたら駄目ですよ。これでなきゃ女は描けませんよ」と言ったという。
溝口は若い時から古美術が好きで、暇があると京都や奈良の仏像を見て歩いたり、後年に依田義賢らを伴って博物館や美術展へ行ったりした。映画作りで『唐人お吉』辺りから時代考証に凝り出すようになってからは、下手物（粗雑な作りの素朴で大衆的な品物）にも似た骨董品を集めるのを趣味としたが、周囲の人の言動にたやすく動かされるところがあったため、書画骨董で何度も偽物をつかまされることがあり、大久保忠素に「偽物堂風動子」というあだ名を付けられた。晩年は篆字を書くことにも嵌まった。また、溝口は読書家でもあり、たいていは人に勧められた本を乱読していたが、仕事のない時は夜中の2時や3時頃まで読書をしたため、朝寝坊をするのが習慣になったという。
溝口は酒好きであるが、酒乱を起こすことがしばしばあり、その時は物を壊したりして周囲を困らせたという。溝口の友人の渾大防五郎は、溝口と京都の妓楼で飲んでいた時に、あまりにも溝口の酒乱がうるさかったため、面白半分に泥酔した溝口を中庭の石灯籠に縛り付けたが、溝口はその後2時間近くも縛られながら眠っていたという。戦後に織田作之助と料亭で夕食を共にした時も、織田が「僕もこの頃は西鶴を勉強してるんですよ」と言うと、酔った溝口が突然「西鶴が君に分かるんですか。キサマなんかにわかってたまるもんか!」とキレて、織田に殴りかかろうとした。溝口は制止に入った人と取っ組み合いになり、そのうち階段から転げ落ち、傍らの座敷で放尿したが、その座敷の客は松竹時代に世話になった白井信太郎だったため、すぐに酔いがさめたという。

## 評価・影響

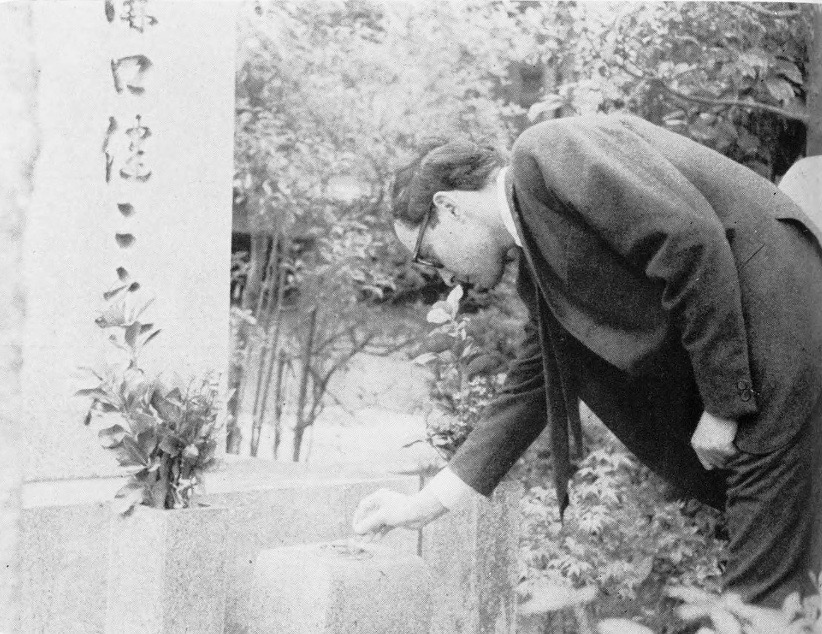
溝口の墓参りをするジャン＝リュック・ゴダール（1966年5月4日、京都市）。ゴダールは溝口を熱狂的に賞賛し、影響を受けた監督として知られる。

溝口は1930年代頃から日本映画界で屈指の「巨匠」のひとりと呼ばれ、小津安二郎や黒澤明、成瀬巳喜男、木下惠介などと共に日本映画を代表する映画監督に位置付けられている。日本の映画批評家からは、女性を描くことで最もその手腕を発揮した作家として高く評価されてきた。岩崎昶は「日本の映画作家で女を描いたものはけっして少なくはないが、いまだに溝口以後溝口なしである」と評し、津村秀夫も「人生流転の極限での人間の姿、女の姿をとらえては当代に並ぶものなき名人」であると評した。映画監督の市川崑は「一見、女性を見る目が乾いているようで、実は物凄く温かいところ。人間を見つめる目の深さには脱帽します」と評している。「リアリズムの作家」としても高く評価されており、とくに『浪華悲歌』『祇園の姉妹』は日本映画に本格的なリアリズムが確立した作品と見なされている。しかし、戦後には「ワンシーン・ワンショットの手法のためにテンポが遅い」「題材が古くさくて前近代的である」などと批判されることもあった。
1950年代にヴェネツィア国際映画祭で作品が3年連続で受賞してからは、国際的にも高い評価を受けた。とくにフランスの映画批評誌『カイエ・デュ・シネマ』の同人で、作家主義批評を展開した若手批評家のジャン＝リュック・ゴダール、ジャック・リヴェット、エリック・ロメールなどが溝口を熱狂的に賞賛した。同誌が発表する年間作品トップテンでは、1959年に『雨月物語』が1位に選ばれ、翌1960年には『山椒大夫』も1位に選ばれた。『カイエ・デュ・シネマ』の批評家は、溝口を日本映画や西洋映画といった枠を超えた、世界共通の映画言語であるミザンセーヌを持つ普遍的な映画作家として高く評価した。なかでもゴダールは溝口を「最大の映画作家のひとり」と呼ぶなどして強く傾倒し、1966年の来日時には溝口の碑を訪れている。
『カイエ・デュ・シネマ』の批評家は、1950年代後半に映画監督となり、ヌーヴェルヴァーグの旗手として活躍したが、その作品にも溝口作品の影響が見られた。リヴェットの『修道女』（1966年）は、『西鶴一代女』から影響を受けたことを監督自身が明らかにしている。ゴダールは『軽蔑』（1963年）の終盤の海へパンニングするシーンで、『山椒大夫』のラストシーンを引用した。ゴダールは『気狂いピエロ』（1965年）のラストシーンでも同様のオマージュをしており、さらに『メイド・イン・USA』（1966年）では小坂恭子演じる「ドリス・ミゾグチ」という名前の日本人女性を登場させている。
ヌーヴェルヴァーグ以外の監督では、溝口と同様に長回しと移動撮影を得意とするテオ・アンゲロプロスが、そのスタイルについて溝口から影響を受けており、ベルナルド・ベルトルッチも溝口の流麗なカメラワークの影響を受けている。アンドレイ・タルコフスキーは『雨月物語』を好きな作品の1本に挙げている。ほかにもジャン・ユスターシュ、オーソン・ウェルズ、ヴィクトル・エリセ、ピーター・ボグダノヴィッチ、マーティン・スコセッシ、アリ・アスター などの監督が溝口を高く賞賛しており、影響を与えた。

## 作品

### 監督作品
溝口の監督作品は92本あるが、そのうち戦前期の大部分の作品は現存していない。以下の作品一覧は『溝口健二 情炎の果ての女たちよ、幻夢へのリアリズム』と『映画監督 溝口健二：生誕百年記念』 による。
凡例
×印はフィルムが現存しない作品（失われた映画）
〇印はサイレント映画
□印はサウンド版作品
◎印はカラー映画
- 愛に甦へる日（1923年、日活向島）×〇
- 故郷（1923年、日活向島）×〇
- 青春の夢路（1923年、日活向島）×〇
- 情炎の港（1923年、日活向島）×〇
- 敗残の唄は悲し（1923年、日活向島）×〇
- 813（1923年、日活向島）×〇
- 霧の港（1923年、日活向島）×〇
- 夜（1923年、日活向島）×〇
- 廃墟の中（1923年、日活向島）×〇
- 血と霊（1923年、日活向島）×〇
- 峠の唄（1923年、日活京都）×〇
- 哀しき白痴（1924年、日活京都）×〇
- 暁の死（1924年、日活京都）×〇
- 現代の女王（1924年、日活京都）×〇
- 女性は強し（1924年、日活京都）×〇
- 塵境（1924年、日活京都）×〇
- 七面鳥の行衛（1924年、日活京都）×〇
- 伊藤巡査の死（1924年、日活京都）×〇 ※鈴木謙作、大洞元吾、近藤伊与吉と共同監督
- さみだれ草紙（1924年、日活京都）×〇
- 歓楽の女（1924年、日活京都）×〇
- 恋を断つ斧（1924年、日活京都）×〇 ※細山喜代松と共同監督
- 曲馬団の女王（1924年、日活京都）×〇
- 無銭不戦（1925年、日活京都）×〇
- 噫特務艦関東（1925年、日活京都）×〇
- 学窓を出でて（1925年、日活京都）×〇
- 大地は微笑む 第一篇（1925年、日活京都）×〇
- 白百合は歎く（1925年、日活京都）×〇
- 赫い夕陽に照されて（1925年、日活京都）×〇
- ふるさとの歌（フランス語版）（1925年、日活京都）〇
- 街上のスケッチ（1925年、日活大将軍）×〇 ※オムニバス映画『小品映画集』の一篇
- 人間（1925年、日活大将軍）×〇
- 乃木将軍と熊さん（1925年、日活大将軍）×〇
- 銅貨王（1926年、日活大将軍）×〇
- 紙人形春の囁き（1926年、日活大将軍）×〇
- 新説己が罪（1926年、日活大将軍）×〇
- 狂恋の女師匠（1926年、日活大将軍）×〇
- 海国男児（1926年、日活大将軍）×〇
- 金（1926年、日活大将軍）×〇
- 皇恩（1927年、日活大将軍）×〇
- 慈悲心鳥（1927年、日活大将軍）×〇
- 人の一生 人生万事金の巻（1928年、日活大将軍）×〇
- 人の一生 浮世は辛いねの巻（1928年、日活大将軍）×〇
- 人の一生 クマとトラ再会の巻（1928年、日活大将軍）×〇
- 娘可愛や（1928年、日活大将軍）×〇
- 日本橋（1929年、日活太秦）×〇
- 朝日は輝く（1929年、日活太秦）×〇
- 東京行進曲（1929年、日活太秦）〇
- 都会交響楽（1929年、日活太秦）×〇
- 藤原義江のふるさと（1930年、日活太秦）
- 唐人お吉（1930年、日活太秦）×〇
- しかも彼等は行く（1931年、日活太秦）×〇
- 時の氏神（1932年、日活太秦）×
- 満蒙建国の黎明（1932年、新興キネマ・入江プロ・中野プロ）×
- 瀧の白糸（1933年、入江プロ）〇
- 祇園祭（1933年、新興キネマ）×〇
- 神風連（1934年、新興キネマ）×〇
- 愛憎峠（1934年、日活多摩川）×□
- 折鶴お千（1935年、第一映画）□
- マリヤのお雪（1935年、第一映画）
- お嬢お吉（1935年、第一映画）※高島達之助と共同監督
- 虞美人草（1935年、第一映画）
- 浪華悲歌（1936年、第一映画）
- 祇園の姉妹（1936年、第一映画）
- 愛怨峡（1937年、新興キネマ）
- 露営の歌（1938年、新興キネマ）×
- あゝ故郷（1938年、新興キネマ）×
- 残菊物語（1939年、松竹京都）
- 浪花女（1940年、特作プロ）×
- 芸道一代男（1941年、特作プロ）×
- 元禄忠臣蔵 前篇（1941年、興亜映画）
- 元禄忠臣蔵 後篇（1942年、松竹京都）
- 団十郎三代（1944年、松竹京都）×
- 宮本武蔵（1944年、松竹京都）
- 名刀美女丸（フランス語版）（1945年、松竹京都）
- 必勝歌（1945年、松竹京都）※田坂具隆、清水宏、マキノ正博と共同監督
- 女性の勝利（1946年、松竹京都）
- 歌麿をめぐる五人の女（1946年、松竹京都）
- 女優須磨子の恋（1947年、松竹京都）
- 夜の女たち（1948年、松竹京都）
- わが恋は燃えぬ（1949年、松竹京都）
- 雪夫人絵図（1950年、新東宝・滝村プロ）
- お遊さま（1951年、大映京都）
- 武蔵野夫人（1951年、東宝）
- 西鶴一代女（1952年、新東宝・児井プロ）
- 雨月物語（1953年、大映京都）
- 祇園囃子（1953年、大映京都）
- 山椒大夫（1954年、大映京都）
- 噂の女（1954年、大映京都）
- 近松物語（1954年、大映京都）
- 楊貴妃（1955年、大映東京・ショウ・ブラザーズ）◎
- 新・平家物語（1955年、大映京都）◎
- 赤線地帯（1956年、大映東京）

### その他の作品
特記がない限りは『溝口健二集成』の「溝口健二作品フィルモグラフィー」による。
映画
- 京子と倭文子（1926年、阿部豊監督） - 応援監督
- 阿里山の侠児（1927年、田坂具隆監督） - 応援監督
- 地球は廻る（1928年、田坂具隆・阿部豊・内田吐夢監督） - 顧問監督[31]
- 蔚山沖の会戦（1928年、東坊城恭長・畑本秋一監督） - 総指揮
- 一九三一年日活オンパレード（1931年、阿部豊監督） - 出演[189]
- 初姿（1936年、坂根田鶴子監督） - 監督補導
- 晴小袖（1940年、牛原虚彦監督） - 構成
- 血槍富士（1955年、内田吐夢監督） - 企画協力
- 祇園の姉妹（1956年、野村浩将監督） - 原作
- 大阪物語（1957年、吉村公三郎監督） - 原作

ラジオドラマ
- 土（1937年、NHKラジオ第1放送） - 演出[3]
- 思ひ出の記（1938年、NHKラジオ第1放送） - 演出[3]
- 吉野葛（1939年、NHKラジオ第1放送） - 演出[3]

舞台
- 折鶴お千（1935年、大阪劇場） - 演出[3]

## 受賞歴
『映画監督 溝口健二：生誕百年記念』の「溝口健二・年譜」による。
- 1936年：キネマ旬報ベスト・テン 日本映画ベスト・テン1位（『祇園の姉妹』）
- 1952年：ヴェネツィア国際映画祭 国際賞（『西鶴一代女』）
- 1953年：ヴェネツィア国際映画祭 銀獅子賞（『雨月物語』）
- 1954年：ヴェネツィア国際映画祭 銀獅子賞（『山椒大夫』）
- 1954年：ブルーリボン賞 監督賞（『近松物語』）
- 1955年：芸術選奨（『近松物語』）
- 1955年：紫綬褒章
- 1956年：勲四等瑞宝章（没後追贈）
- 1956年：毎日映画コンクール 特別賞（没後受賞）
- 1956年：第7回ブルーリボン賞 日本映画文化賞（没後受賞）

## ドキュメンタリー作品
- 『ある映画監督の生涯 溝口健二の記録』（1975年、新藤兼人監督）
- 『時代を超える溝口健二』（2006年、櫻田明広監督）